# Nacionalni park Alutaguse
Nacionalni park Alutaguse (est. Alutaguse rahvuspark) se nalazi u sjeveroistočnoj Estoniji, u okrugu Ida-Viru.
Najnoviji je estonski nacionalni park osnovan 2018. godine. Proteže se na površini od 443,31 km2.
Park se uglavnom nalazi u nizini Alutaguse koja se pruža sjeverno od Čudskog jezera. Ovu regiju karakterizira rijetka naseljenost te brojni prirodni krajolici. Otprilike 54% parka čine močvare, a 42% prekrivaju šume.
Nacionalni park Alutaguse naseljavaju neke rijetke vrste u Estoniji poput leteće vjeverice, crne rode te jedne vrste tetrijeba (lat. Lagopus lagopus). Pored njih ovdje obitava pet vrsta orlova, velika siva sova, euroazijski vuk, smeđi medvjed i europski ris.

## Vanjske poveznice
|  | Zajednički poslužitelj ima još gradiva o temi Nacionalni park Alutaguse |